# Eugeni Giral Quintana
Eugeni Giral Quintana (Barcelona, 12 d'abril de 1941) fill de l‘advocat Eugeni Giral d'Arquer, és economista i ha estat docent en diferents centres catalans.
És llicenciat en Ciències Econòmiques (1966) i Doctor en Economia per la Universitat de Barcelona (1988), va ser fundador de Convergència Socialista i posteriorment del PSC del que n'és militant fins a l'actualitat.
Les seves inquietuds l'han portat a profunditzar en matèries molt diverses, i a recopilar una amplia bibliografia dels temes que li han interessat: terrorisme basc amb un fons aproximat de 800 llibres, els canals i regs d'Espanya (150 exemplars), els maquis, una col·lecció de més de 600 llibres amb reproducció de cartells polítics del món, bibliografia (300 exemplars) relacionada amb la República Àrab Saharauí Democràtica, 400 libres sobre geografia de Catalunya. Actualment, recopila, els llibres que s'han editat sobre el procés des de 2010, a finals de 2019 la col·lecció superava els 600 llibres. La major part del seu fons l'ha cedit a la biblioteca de la Universitat Autònoma de Barcelona.

## Obra publicada
- Lluch, Ernest; Giral, Eugeni (1967): L'economia a la regió de l'Ebre. Barcelona: Banca Catalana.
- Lluch, Ernest; Giral, Eugeni (1968): L'economia de la regió de Tarragona. Barcelona: Banca Catalana.
- Giral, Eugeni, et. al. (1975): La Barcelona de Porcioles. Barcelona: Laia.
- Giral, Eugeni i Comas, Núria (2006): Bibliografia d'Ernest Lluch i Martín. Vilassar de Mar: Fundació Ernest Lluch and CUIMP.
- Giral, Eugeni (2002): Partit dels Socialistes de Catalunya (PSC-PSOE): Cronologia (1978-1999). Barcelona: Institut de Ciències Polítiques i Socials.
- Giral, Eugeni (2008) [CD]: Les publicacions periòdiques del Partit dels Socialistes de Catalunya (PSC-PSOE) (1978-2007). Barcelona: UAB i PSC.
- Giral, Eugeni; Ginesta, Xavier (2010) [CD]: Media in the Mediterranean. Centelles: Edicions El Portal.
- Giral, Eugeni (2017): Òrgans de govern del Partit dels Socialistes de Catalunya (PSC-PSOE) 1978-2014. Bellaterra. Servei de Publicacions UAB
- Giral, Eugeni (2017); Hons Aran. Catalòg des publicacions de temàtica aranesa (1921-2016). Bellaterra:Cedoc
- Giral, Eugeni (2019); Els 525 llibres del procés. Pròleg de Joan B. Culla. Bellaterra: Servei de Publicacions UAB